# 杭州之江国家旅游度假区
杭州之江国家旅游度假区，又称之江新城，古称上泗，是1992年10月经国务院批准建立的国家旅游度假区。度假区位于中華人民共和國杭州市西湖区南部，南临钱塘江（即之江），北依五云山，包括转塘街道、双浦镇，占地面积约156平方公里，由西湖区人民政府（挂“之江国家旅游度假区管委会”牌子）负责管理。

## 历史
区内景色秀丽、环境幽雅，距离西湖、钱江潮、富春江、新安江、千岛湖等著名景点都不远，是杭州风景名胜区的最佳结合部。
在度假区内投资兴建旅游项目的外商投资企业可以享受到许多优惠政策。
目前规划面积已达50.68平方公里。度假区成立多年来，主要建成了杭州宋城、西湖国际高尔夫等主题旅游项目，以及华庭云栖度假酒店、玫瑰园度假酒店、希尔假日酒店等许多度假单元，累计接待中外游客超过2900万人次。投入30多亿元进行基础设施建设，基础配套日趋完善，生态环境大幅改善。招商引资、旅游接待量、项目建设等各方面在全国12个国家旅游度假区中均名列前列。
2008年杭州市委市政府提出建设“十大新城”，于2011年开始建设。2018年7月16日，之江新城建设动员大会上公布了“五年计划”，计划在2022年完成之江地区基础设施提升目标，投入千亿元，实施150个项目。
国科大杭州高等研究院选址之江新城的双浦新区。
杭州之江医院于2019年11月开业。

## 地理交通
度假区距西湖6公里，距市中心10公里，距萧山国际机场25公里，距杭州火车站13.5公里，距沪杭高速公路入口处22公里。区内东西南北向主干道与支线路网已基本完成，路幅宽12－40米。
轨道交通有杭州地铁6号线。2013年1月之江大桥通车。2018年开始新建整治111个道路项目。

## 浙江文化城

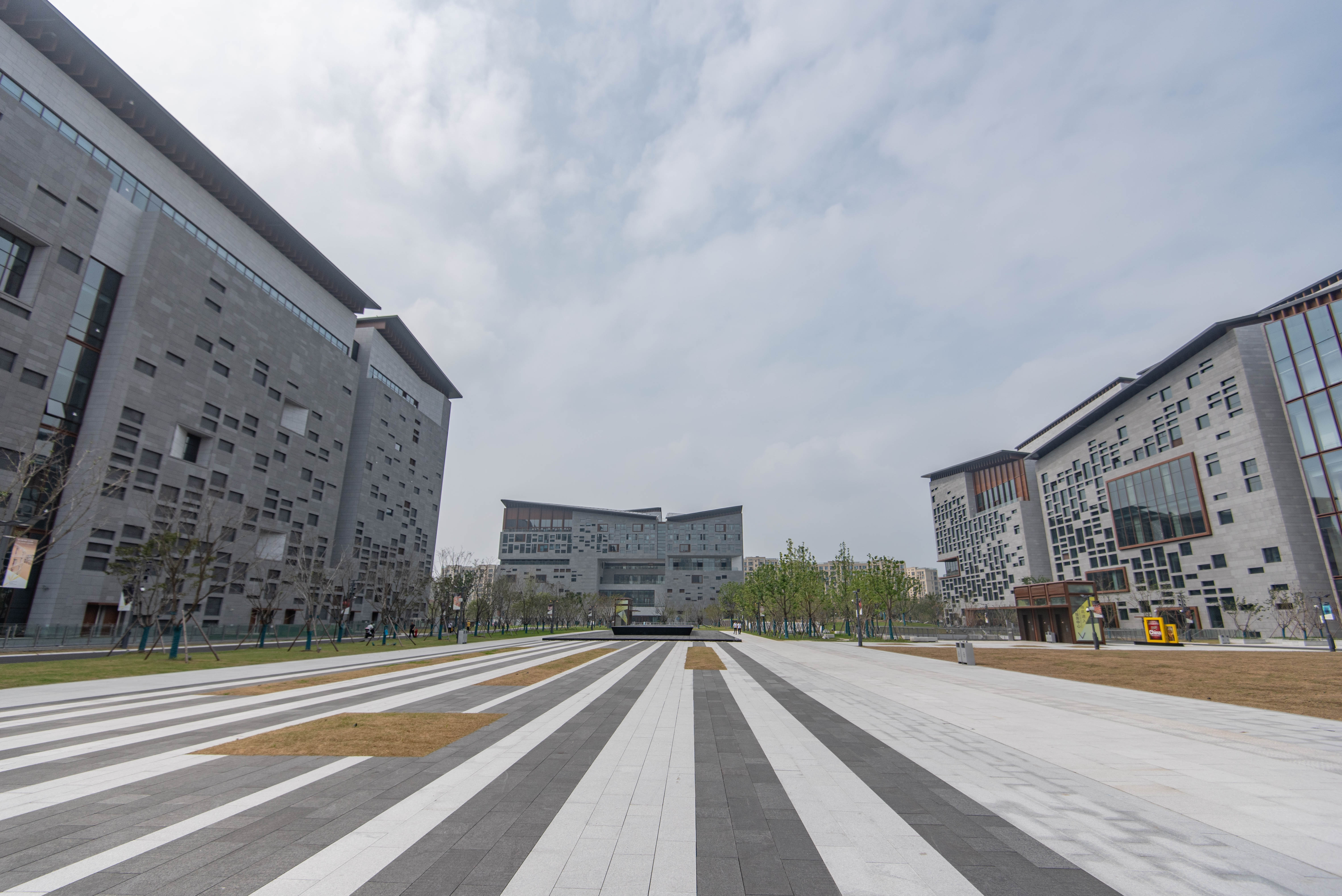
之江文化中心

规划中的浙江文化城规划在之江度假区的核心区域，建在珊瑚沙水库的西侧，文化城占地1000亩，主要包括“一院四馆两公司”：
- 一院，即浙江音乐学院；
- 四馆，指浙江图书馆新馆、浙江省博物馆新馆、浙江非物质文化遗产馆和浙江文学馆；
- 两公司，指浙江的一家传媒集团的文化产业项目，和一家出版集团的文化产业项目。[10]